# Klensmide

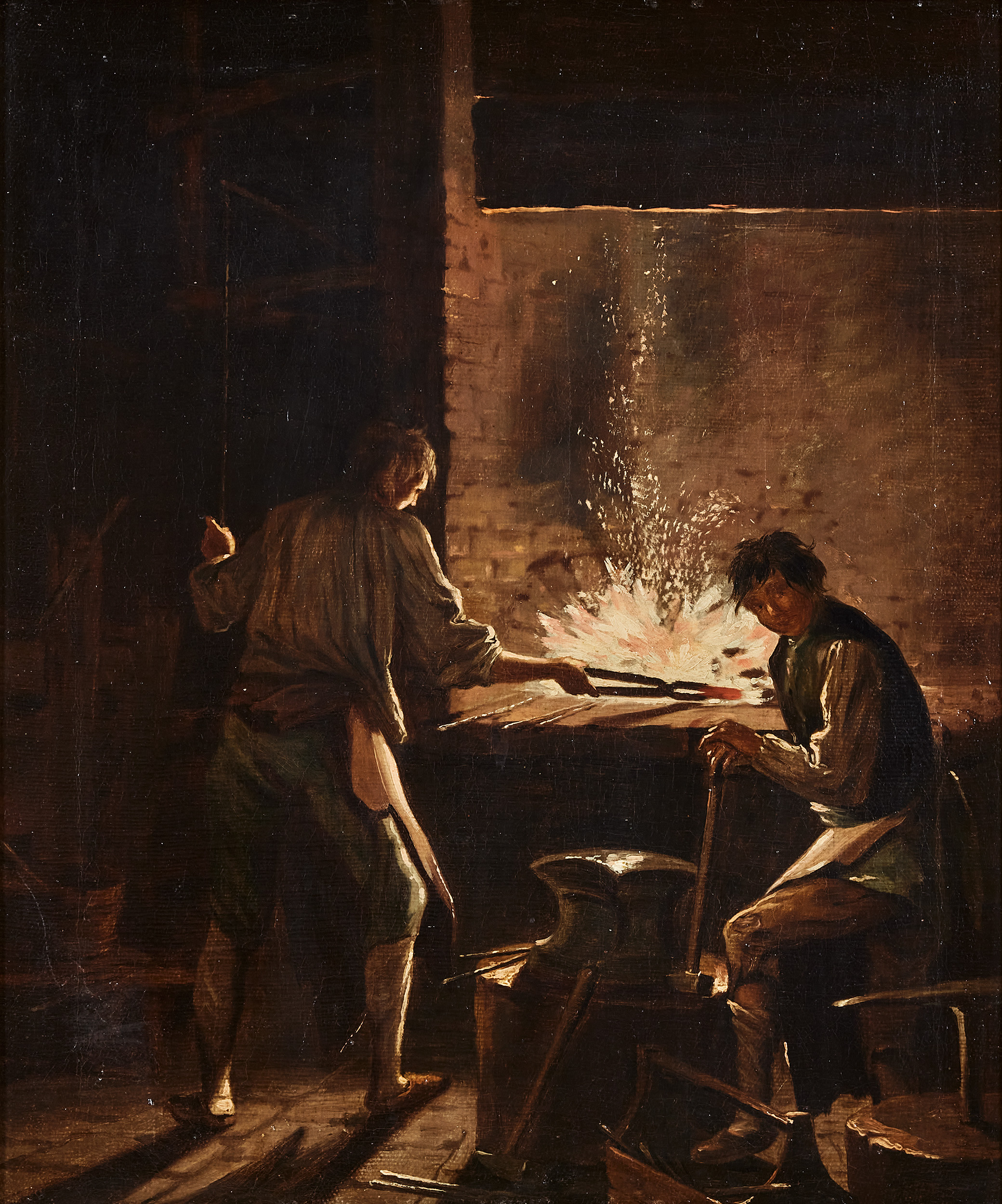
Klensmedja med två klensmeder, den ena drar i bälgen och håller järnet i elden med en tång. Den andra väntar vid städet, vilar på hammaren och tittar mot betraktaren. Sent 1700-tal av Pehr Hilleström.

Klensmide är en äldre benämning på mindre föremål av järn och stål, tillverkade genom smide, samt själva smidesprocessen. Smeder som sysselsatte sig med klensmide samt reparationer av detsamma kallades klensmeder (tyska Kleinschmied). Klensmeden arbetade endast med tillfällig manufakturering av järn, reparationer och dylikt utan att åstadkomma någon fabriksmässig tillverkning.
Vid vällningen av järnet användes vanligen en öppen härd (så kallad klensmedshärd), försedd med en forma (munstycke för luftinblåsning), till vilken blästerluften kom från en blåsbälg (dessa var oftast hand- eller vattendrivna). Järnet bearbetades sedan till färdig produkt med hammare och städ.

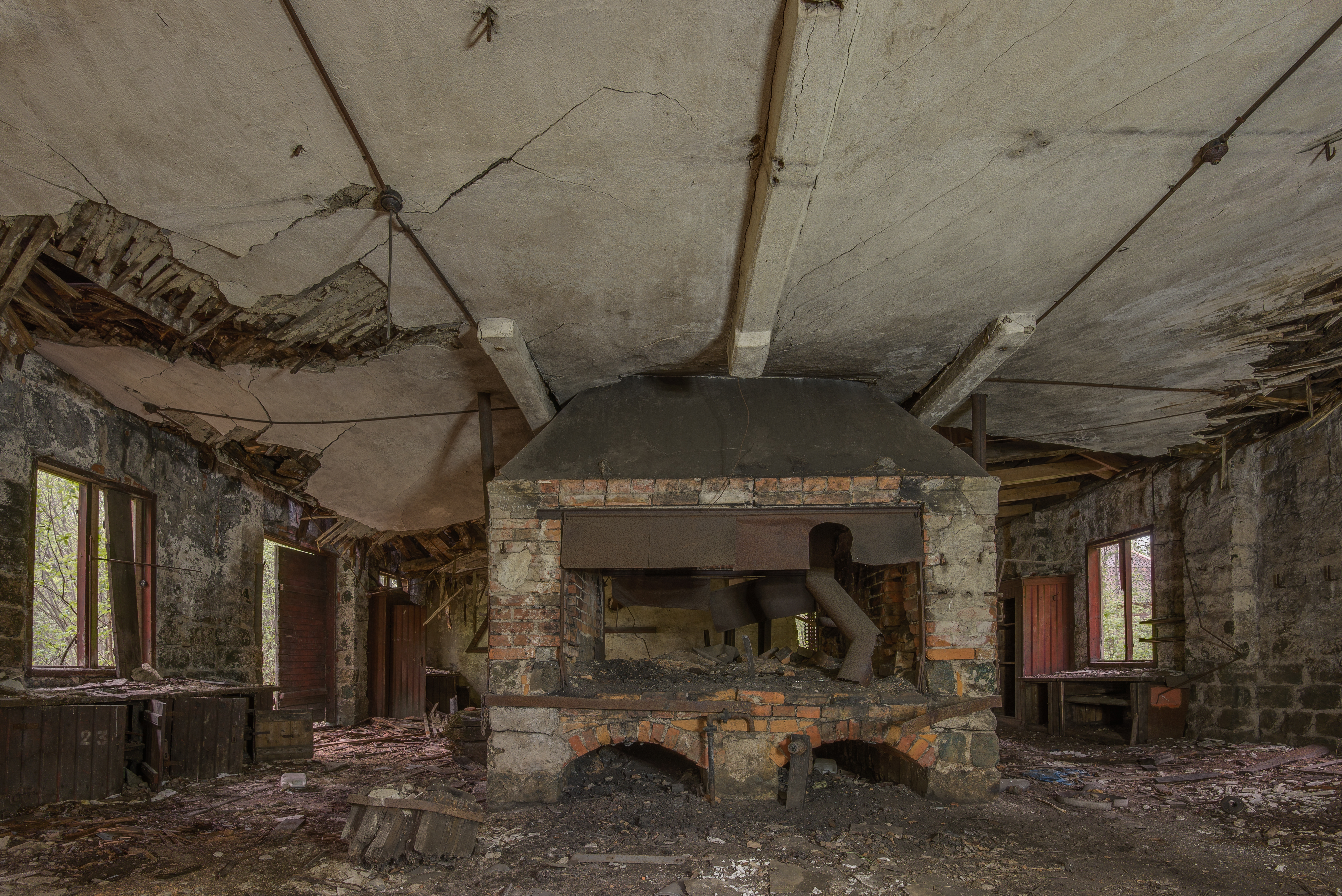
Den tidigare klensmedjan vid Horndals bruk.